# Pholadidae
Pholadidae zijn een familie van tweekleppigen uit de orde Myida.

## Geslachten
- Jouannetiinae Tryon, 1862
  - Jouannetia Desmoulins, 1828
  - Netastoma Carpenter, 1864
- Martesiinae Grant & Gale, 1931
  - Aspidopholas P. Fischer, 1887
  - Chaceia Turner, 1955
  - Diplothyra Tryon, 1862
  - Lignopholas Turner, 1955
  - Martesia G. B. Sowerby I, 1824
  - Parapholas Conrad, 1848
  - Penitella Valenciennes, 1846
  - Pholadidea Turton, 1819
- Pholadinae Lamarck, 1809
  - Barnea Risso, 1826
  - Cyrtopleura Tryon, 1862
  - Nipponopholas Okamoto & Habe, 1987
  - Pholas Linnaeus, 1758
  - Talona Gray, 1842
  - Zirfaea Gray, 1842
  - Zirlona Finlay, 1930 †